# ويليام غاريت
ويليام غاريت (9 يناير 1876 في المملكة المتحدة - 16 فبراير 1953 في المملكة المتحدة) (بالإنجليزية: William Garrett)‏ هو لاعب كريكت بريطاني (وحمل سابقاً جنسية المملكة المتحدة لبريطانيا العظمى وأيرلندا). لعب مع نادي مقاطعة ساسكس للكريكت ‏.

## وصلات خارجية
- ويليام غاريت على موقع إي آس بي آن كريك إنفو (الإنجليزية)